# Valdemaro Cristiano di Schleswig-Holstein
Valdemar Cristiano di Schleswig-Holstein (castello di Frederiksborg, 26 giugno 1622 – Lubin, 26 febbraio 1656) è stato un conte danese.

## Biografia
Era figlio del re Cristiano IV di Danimarca e della seconda moglie Kirsten Munk.
Il matrimonio dei suoi genitori avvenne morganaticamente pertanto sia lui che i nove fratelli non potevano vantare il titolo di principi ma poterono solo portare quello di "conti di Schleswig-Holstein".
Nel 1643 fu mandato in Russia per sposare Irene, figlia dello zar Michele di Russia. Rifiutandosi di convertirsi alla fede ortodossa, venne fatto prigioniero fino al 1645.
Nel 1648 entrò in conflitto con il fratellastro Federico, figlio del primo matrimonio del re, a causa del suo progetto di divenire re di Danimarca. La Danimarca infatti era una monarchia elettiva, in cui a divenire sovrano era dunque colui che veniva nominato dal Consiglio. 
A causa di questa lotta di potere, Valdemar dovette fuggire all'estero quando Federico vinse la battaglia e divenne il nuovo re. 
Dal 1655 prestò servizio sotto l'esercito svedese. 
Fu ucciso in Polonia nel 1656.

## Ascendenza
|                                           |   |                                   | Genitori                           |  |  | Nonni |  |  | Bisnonni                   |  |  | Trisnonni               |  |
|                                           |   |                                   |                                    |  |  |       |  |  | Cristiano III di Danimarca |  |  | Federico I di Danimarca |  |
|                                           |   |                                   |                                    |  |  |       |  |  | Cristiano III di Danimarca |  |  | Federico I di Danimarca |  |
|                                           |   | Anna del Brandeburgo              |                                    |  |  |       |  |  | Cristiano III di Danimarca |  |  |                         |  |
| Federico II di Danimarca                  |   |                                   |                                    |  |  |       |  |  | Cristiano III di Danimarca |  |  |                         |  |
|                                           |   | Dorotea di Sassonia-Lauenburg     | Magnus I di Sassonia-Lauenburg     |  |  |       |  |  |                            |  |  |                         |  |
|                                           |   | Dorotea di Sassonia-Lauenburg     | Magnus I di Sassonia-Lauenburg     |  |  |       |  |  |                            |  |  |                         |  |
|                                           |   | Dorotea di Sassonia-Lauenburg     | Caterina di Braunschweig-Lüneburg  |  |  |       |  |  |                            |  |  |                         |  |
| Cristiano IV di Danimarca                 |   | Dorotea di Sassonia-Lauenburg     |                                    |  |  |       |  |  |                            |  |  |                         |  |
|                                           |   | Ulrico III di Meclemburgo-Güstrow | Alberto VII di Meclemburgo-Güstrow |  |  |       |  |  |                            |  |  |                         |  |
|                                           |   | Ulrico III di Meclemburgo-Güstrow | Alberto VII di Meclemburgo-Güstrow |  |  |       |  |  |                            |  |  |                         |  |
|                                           |   | Ulrico III di Meclemburgo-Güstrow | Anna di Brandeburgo                |  |  |       |  |  |                            |  |  |                         |  |
| Sofia di Meclemburgo-Güstrow              |   | Ulrico III di Meclemburgo-Güstrow |                                    |  |  |       |  |  |                            |  |  |                         |  |
|                                           |   | Elisabetta di Danimarca           | Federico I di Danimarca            |  |  |       |  |  |                            |  |  |                         |  |
|                                           |   | Elisabetta di Danimarca           | Federico I di Danimarca            |  |  |       |  |  |                            |  |  |                         |  |
|                                           |   | Elisabetta di Danimarca           | Sofia di Pomerania                 |  |  |       |  |  |                            |  |  |                         |  |
| Valdemaro Cristiano di Schleswig-Holstein |   | Elisabetta di Danimarca           |                                    |  |  |       |  |  |                            |  |  |                         |  |
|                                           | … | …                                 |                                    |  |  |       |  |  |                            |  |  |                         |  |
|                                           | … | …                                 |                                    |  |  |       |  |  |                            |  |  |                         |  |
|                                           | … | …                                 |                                    |  |  |       |  |  |                            |  |  |                         |  |
| Ludwig Munk                               | … |                                   |                                    |  |  |       |  |  |                            |  |  |                         |  |
|                                           |   | …                                 | …                                  |  |  |       |  |  |                            |  |  |                         |  |
|                                           |   | …                                 | …                                  |  |  |       |  |  |                            |  |  |                         |  |
|                                           |   | …                                 | …                                  |  |  |       |  |  |                            |  |  |                         |  |
| Kirsten Munk                              |   | …                                 |                                    |  |  |       |  |  |                            |  |  |                         |  |
|                                           |   | …                                 | …                                  |  |  |       |  |  |                            |  |  |                         |  |
|                                           |   | …                                 | …                                  |  |  |       |  |  |                            |  |  |                         |  |
|                                           |   | …                                 | …                                  |  |  |       |  |  |                            |  |  |                         |  |
| Ellen Marsvin                             |   | …                                 |                                    |  |  |       |  |  |                            |  |  |                         |  |
|                                           |   | …                                 | …                                  |  |  |       |  |  |                            |  |  |                         |  |
|                                           |   | …                                 | …                                  |  |  |       |  |  |                            |  |  |                         |  |
|                                           |   | …                                 | …                                  |  |  |       |  |  |                            |  |  |                         |  |
|                                           |   | …                                 |                                    |  |  |       |  |  |                            |  |  |                         |  |